# Wolfgang Přiklopil
Wolfgang Přiklopil (Wenen, 14 mei 1962 – aldaar, 23 augustus 2006) was een Oostenrijkse technicus, die werd geïdentificeerd als degene die op 2 maart 1998 in Wenen de toen tienjarige Natascha Kampusch had ontvoerd terwijl zij onderweg naar school was.
Přiklopil hield zijn slachtoffer acht jaar vast in een raamloze kelder onder de garage naast zijn huis in Strasshof an der Nordbahn in Oostenrijk. Tijdens haar gevangenschap moest Kampusch de eerste jaren in de kelder blijven. Přiklopil gaf haar te eten en te drinken en spullen waarmee ze zich moest vermaken. Later mocht ze in het huis komen om daar huishoudelijk werk te verrichten. Kampusch en Přiklopil gingen zelfs samen op een korte skivakantie.
Přiklopil had Kampusch verteld dat het huis beveiligd was met explosieven en dat ze niet kon ontsnappen. Nadat hij haar meer vrijheid had toegestaan, kwam ze ook in de tuin, waar ze klusjes moest opknappen. Op 23 augustus 2006 waren zij samen de auto aan het schoonmaken toen Kampusch wist te ontsnappen op het moment dat Přiklopil haar de rug toekeerde om zijn mobiele telefoon te beantwoorden. Nog diezelfde dag sprong Přiklopil voor de trein.
Přiklopil werd op 8 september 2006 onder de naam Karl Wendelberger begraven in het dorpje Laxenburg ten zuiden van Wenen. De plaats waar hij begraven lag, was aanvankelijk geheimgehouden om te voorkomen dat zijn grafsteen vernield zou worden. Naast wat toezichthouders, agenten en begrafenispersoneel waren als enigen bij zijn begrafenis aanwezig zijn moeder en Margit Wendelberger, de zus van zijn (enige) collega.